# Carl Böhme

Carl Böhme

Emil Hugo Carl Böhme (* 13. Juli 1842 in Reudnitz; † 10. Mai 1904 in Annaberg) war ein deutscher Jurist und liberaler Politiker (DFP, NLP). Er war Abgeordneter des Sächsischen Landtags und des Reichstags.

## Leben und Wirken
Böhme besuchte von 1848 bis 1852 die 1. Bürgerschule von Leipzig und anschließend bis 1859 die Thomasschule zu Leipzig. Sein Vater war Abteilungsvorstand in der Leipziger Postverwaltung. Von Oktober 1859 bis April 1863 studierte er an der Universität Leipzig Rechtswissenschaften und Kameralistik. Sein Studium schloss er mit der Promotion zum Dr. jur. ab. Von Juli 1863 bis September 1864 war er als juristischer Hilfsarbeiter bei dem Advokaten Heinrich Theodor Koch im erzgebirgischen Buchholz tätig. Im Mai 1865 wurde er Referendar beim Bezirksgericht Annaberg. Nachdem er im Mai 1868 aus dem Staatsdienst entlassen worden war, ließ er sich als Rechtsanwalt in Annaberg nieder. Er hatte die Zulassung am Landgericht Chemnitz, Amtsgericht Annaberg und dem 1891 neu eingerichteten Handelsgericht in Annaberg. Er war stellvertretendes Mitglied der Advokatenkammer Zwickau. 1873 erhielt er zusätzlich die Zulassung als Notar.
Von 1871 bis zu seinem Tod war er Stadtverordneter von Annaberg und fungierte ab 1875 als Vorsteher der Stadtverordnetenversammlung. Von März 1871 bis Januar 1874 sowie von Juni 1893 bis Juni 1898 vertrat er den 21. sächsischen Wahlkreis im Deutschen Reichstag. Von 1875 bis 1881 war er als Vertreter des 34. ländlichen Wahlkreises Abgeordneter der II. Kammer des Sächsischen Landtags. Dabei fungierte er durchgängig als 1. Sekretär der Kammer.
1900 wurde ihm Ehrenbürgerwürde von Annaberg verliehen.